# Nasielsk
Nasielsk ist eine Stadt und Sitz der gleichnamigen Stadt- und Landgemeinde im Powiat Nowodworski der Woiwodschaft Masowien, Polen.

## Gemeinde
Zur Stadt- und Landgemeinde (gmina miejsko-wiejska) gehören neben der Stadt Nasielsk folgende 65 Ortsteile mit einem Schulzenamt (sołectwo):
Aleksandrowo
Andzin
Borkowo
Broninek
Budy Siennickie
Cegielnia Psucka
Chechnówka
Chlebiotki
Chrcynno
Cieksyn
Czajki
Dąbrowa
Dębinki
Dobra Wola
Głodowo Wielkie
Jackowo Dworskie
Jackowo Włościańskie
Jaskółowo
Kątne
Kędzierzawice
Konary
Kosewo
Krogule
Krzyczki-Pieniążki
Krzyczki Szumne
Krzyczki-Żabiczki
Lelewo
Lorcin
Lubomin
Lubominek
Malczyn
Mazewo Dworskie A
Mazewo Dworskie B
Mazewo Włościańskie
Miękoszyn
Miękoszynek
Młodzianowo
Mogowo
Mokrzyce Dworskie
Mokrzyce Włościańskie
Morgi
Nowa Wieś
Nowa Wrona
Nowe Pieścirogi
Nowiny
Nuna
Paulinowo
Pianowo-Bargły
Pianowo-Daczki
Pniewo
Pniewska Górka
Popowo Borowe
Popowo-Południe
Popowo-Północ
Psucin
Ruszkowo
Siennica
Słustowo
Stare Pieścirogi
Studzianki
Toruń Dworski
Toruń Włościański
Wągrodno
Wiktorowo
Winniki
Zaborze
Żabiczyn

## Verkehr
Am Bahnhof Nasielsk, der westlich der Stadt liegt, zweigt die Bahnstrecke Nasielsk–Toruń von der Bahnstrecke Warszawa–Gdańsk. Früher begann hier auch die Schmalspurbahn Nasielsk–Pułtusk, an der auch der Bahnhof Nasielsk Miasto (Nasielsk Stadt) liegt.

## Söhne und Töchter der Stadt
- Simón Bajour (1928–2005), argentinischer Geiger und Tangomusiker
- Jarosław „pasha“ Jarząbkowski (* 1988), E-Sportler
- Tomasz Majewski (* 1981), Kugelstoßer und Olympiasieger
- Renata Mauer (* 1969), Sportschützin, zweifache Olympiasiegerin
- Leeser Rosenthal (1794–1868), Hauslehrer, Privatgelehrter und Büchersammler